# Kang Youwei
Kang Youwei, född 19 mars 1858 i Nanhai, Guangdong, död 31 mars 1927 i Qingdao, Shandong, var en kinesisk reformator och skriftställare. Han utbildades efter det gamla kinesiska examenssystemet och nådde dess förnämsta litterära hederstitel.
Kring 1888 började Kang Youwei författa politiska småskrifter. I dessa förordade han som räddning från européernas erövringslusta ett energiskt reformarbete på konfuciansk grundval, men med anlitande av västerlandets hjälpmedel. Som föredöme anfördes reformarbetet i Japan från 1868. Kang bildade efter 1894-95 års krig med Japan ett reformsällskap, kallades till Peking och trädde där i personlig beröring med kejsar Guangxu-kejsaren, som helt intogs av hans idéer. Han grundade även anti-fotbindningssällskapet.
Det var under Kangs påverkan, som kejsaren från juni till september 1898 utfärdade 27 reformedikt i en rad , vilka väckte livliga bekymmer inom ämbetsmannakretsar och föranledde den palatsrevolution i september samma år, som återgav änkekejsarinnan Cixi regeringsmakten. Flera reformvänner halshöggs, och Kang flydde på ett engelskt fartyg till Japan. Han förblev i landsflykt till den kinesiska revolutionen 1912 och vistades därunder bland annat i Förenta staterna.
Under sin exil besökte Kang även Sverige ett flertal gånger och köpte 1906 en större tomt på Korsholmen, en ö utanför Saltsjöbaden, där han bodde en tid tillsammans med sin dotter.
Efter hemkomsten gjorde Kang, vilken som reformledare avlösts av yngre män, sig påmind bland annat genom ett memorandum 1917, i vilket han enträget förordade, att Kina skulle vidhålla sin neutralitet i Första världskriget.